# Яковская (Иркутская область)
Яковская — деревня в Тайшетском районе Иркутской области России. Входит в состав Шиткинского муниципального образования. Находится примерно в 62 км к северу от районного центра.

## Население
По данным Всероссийской переписи, в 2010 году в деревне проживали 2 мужчины.